# Maxera
Maxera is een geslacht van vlinders van de familie spinneruilen (Erebidae), uit de onderfamilie Calpinae.

## Soorten
- M. arizanensis Wileman, 1914
- M. atripunctata (Hampson, 1910)
- M. bathyscia Fletcher D. S., 1961
- M. brachypecten Hampson, 1926
- M. brunneoaspersus Griveaud & Viette, 1961
- M. brunneoasperus Griveaud & Viette, 1962
- M. digoniata (Hampson, 1902)
- M. discosticta Hampson, 1897
- M. euryptera Hampson, 1926
- M. inclusa (Strand, 1912)
- M. laportei (Viette, 1979)
- M. lophocera (Hampson, 1910)
- M. marchalii (Boisduval, 1833)
- M. nigriceps (Walker, 1858)
- M. nova (Viette, 1956)
- M. oblita Moore, 1882
- M. subocellata Walker, 1865
- M. zygia (Wallengren, 1863)